# Annulobalcis
Genre
Annulobalcis est un genre de mollusques gastéropodes au sein de la famille Eulimidae. Les espèces rangées dans ce genre sont marines et parasitent des échinodermes ; l'espèce type est Annulobalcis shimazui.

## Distribution
Les espèces sont présentes dans l'océan Indien.

## Liste d'espèces
Selon World Register of Marine Species (21 août 2017) :
- Annulobalcis albus Dgebuadze, Fedosov & Kantor, 2012
- Annulobalcis aurisflamma Simone & Martins, 1995
- Annulobalcis cicatricosa (Warén, 1981)
- Annulobalcis maculatus Dgebuadze, Fedosov & Kantor, 2012
- Annulobalcis marshalli Warén, 1981
- Annulobalcis melvilli (Schepman, 1909)
- Annulobalcis pellucida (Turton, 1832)
- Annulobalcis procera Simone, 2002
- Annulobalcis shimazui Habe, 1965
- Annulobalcis vinarius Dgebuadze, Fedosov & Kantor, 2012
- Annulobalcis wareni Dgebuadze, Fedosov & Kantor, 2012
- Annulobalcis yamamotoi Habe, 1974